# Cladochaeta glans
Cladochaeta glans är en tvåvingeart som beskrevs av David Grimaldi och Nguyen 1999. Cladochaeta glans ingår i släktet Cladochaeta och familjen daggflugor.
Artens utbredningsområde är Ecuador. Inga underarter finns listade i Catalogue of Life.